# He-Man and the Masters of the Universe (2002)
He-Man and the Masters of the Universe is een Amerikaanse animatieserie uit 2002. Het is een geactualiseerde versie van Filmations originele serie met dezelfde titel uit de jaren tachtig en werd, evenals het weinig populaire The New Adventures of He-Man uit 1990, geproduceerd om Mattels speelgoedlijn Masters of the Universe nieuw leven in te blazen. In Nederland werd de reeks sinds 24 mei 2003 uitgezonden op Fox Kids en in Vlaanderen sinds 28 mei 2003 op VT4.

## Plot
De serie begint met een driedelig vervolgverhaal waarin de basis wordt gelegd voor de nakomende afleveringen:
Ooit was er een tijd hevige beroering die de planeet Eternia in haar greep hield, maar sinds Skeletor en zijn trawanten enkele jaren geleden naar het duistere Snake Mountain werden verdreven en vastgezet achter een enorme magische wand, is Eternia weer een veilige plek. Op de dag van Prince Adams zestiende verjaardag weten de slechteriken echter door de wand heen te breken en Skeletor is van plan zijn scepter te zwaaien over de planeet.
De tovenares van Castle Grayskull bemerkt de uitbraak en ontbiedt Man-At-Arms, hoofd beveiliging in het rijk van King Randor. Man-At-Arms moet Prince Adam, Randors verwende tienerzoon, met zich meenemen naar Grayskull, waar de tovenares hem vertelt dat het kwaad onderweg is. Het is Adams lot om het rijk te beschermen in de gedaante van de krijger He-Man. Slechts enkelen zullen op de hoogte zijn van deze geheime tweede persoonlijkheid. Adam vindt dit alles maar onzin en vertrekt. Terug bij het paleis blijkt er een hevig gevecht te hebben plaatsgehad en zijn vader is door Skeletor en zijn manschappen gevangengenomen.
Adam, zijn goede vriendin Teela en Man-At-Arms achtervolgen Randors ontvoerders, maar worden in het bos door hen in een hinderlaag gelokt. Adam weet te ontkomen en keert terug naar Castle Grayskull, waar hij de tovenares laat weten zijn lot te aanvaarden. Hij krijgt zijn magische Power Sword, dat hij gebruikt om in He-man te veranderen en wijst zijn huistijger Cringer aan als helper. Daarop verandert de tovenares de tijger in Battle Cat en samen gaan ze terug naar het bos en redden zijn vader uit de klauwen van Skeletor. Teela heeft echter alleen gezien dat Adam vluchtte en zal altijd blijven vinden dat hij een grote lafaard is.
In het tweede seizoen vindt een verschuiving plaats en worden King Hiss met zijn volgers, de Snake Men, de primaire tegenstanders van He-Man en de zijnen.

## Vergelijking met de eerste incarnatie
Waar de personages in Filmations versie nogal eendimensionaal waren, wordt in er deze uit 2002 dieper ingegaan op hun achtergrond en het hoe en waarom van hun acties. Te zien is bijvoorbeeld dat Skeletor ooit een 'normaal' gezicht had en hoe dat veranderde in een schedel. Daarnaast kwamen enkele personages, zoals Stinkor, waarvan in de jaren tachtig reeds actiefiguren waren gemaakt, voor het eerst voor in een tekenfilm.
Het aantal stemacteurs was ook beduidend hoger dan bij de originele versie. Werd het overgrote deel van de stemmen in de jaren tachtig nog ingesproken door vier man, in de nieuwe versie bestond alleen al de centrale cast uit meer dan het dubbele.
Het verschil tussen Prince Adam en zijn geheime alter ego He-Man bestond in de jaren tachtig slechts uit het verschil in kledij. Desondanks zag vriend noch vijand de gelijkenis. In de nieuwe tekenfilmserie verandert Prince Adam van een slanke zestienjarige jongeling in een grote krijger met bijpassende zware stem en brede borstkas.
De geactualiseerde versie vertoont naast deze verschillen vooral gelijkenissen met (en verwijzingen naar) het origineel. Elke aflevering van het origineel begon bijvoorbeeld met een monoloog van He-Man alias Prince Adam, die in ruim een minuut uitlegt hoe hij aan zijn krachten kwam en wie zijn vrienden en vijanden zijn. In de nieuwe versie wil hij hetzelfde verhaal afsteken, maar wordt bruut verstoord door een exploderend projectiel, waarna in twintig seconden alle belangrijke personages in beeld verschijnen.

## Afleveringen
Seizoen 1
1. The Beginning, Part 1
2. The Beginning, Part 2
3. The Beginning, Part 3
4. The Courage of Adam
5. Sky War
6. The Deep End
7. Lessons
8. Siren's Song
9. The Ties That Bind
10. Dragon's Brood
11. Turnabout
12. Mekaneck's Lament
13. Night of the Shadow Beasts
14. Underworld
15. The Mystery of Anwat Gar
16. The Monster Within
17. Roboto's Gambit
18. Trust
19. Orko's Garden
20. Buzz-Off's Pride
21. Snake Pit
22. The Island
23. The Sweet Smell of Victory
24. Separation
25. Council of Evil, Part 1
26. Council of Evil, Part 2

Seizoen 2
1. The Last Stand
2. To Walk with Dragons
3. Out of the Past
4. Rise of the Snakemen, Part 1
5. Rise of the Snakemen, Part 2
6. The Price of Deceit
7. Of Machines and Men
8. Second Skin
9. The Power of Grayskull
10. Web of Evil
11. Rattle of the Snake
12. History
13. Awaken the Serpent

## Rolverdeling
- Cam Clarke als Prince Adam/He-Man
- Kathleen Barr als Evil-Lyn
- Lisa Ann Beley als Teela
- Gary Chalk als Duncan/Man-At-Arms, Whiplash
- Brian Dobson als Keldor/Skeletor, Buzz-Off, Webstor, King Hiss, Sssqueeze, Ceratus
- Paul Dobson als Man-E-Faces, Snake Face, Trap-Jaw, Tri-Klops, Lord Carnivus
- Michael Donovan als King Randor, Count Marzo, Roboto, Tung Lashor
- Gabe Khouth als Mekaneck, Orko
- Scott McNeil als Beast Man, Clawful, Mer-Man, Ram-Man, Stratos, Kobra Khan
- Nicole Oliver als Queen Marlena, The Sorceress
- Mark Acheson als Fisto, Chadzar
- Don Brown als Evilseed
- Brian Drummond als Odiphus/Stinkor, Tuvar (een van de hoofden van Two-Bad), Belzar
- Mark Gibbon als Baddhra (een van de hoofden van Two-Bad)
- Christopher Judge als Zodak
- Campbell Lane als Kulatuk Priest
- Colin Murdock als Hordak
- Richard Newman als Rattlor, Lord Dactys, The Faceless One, Azdar
- John Payne als Sy-Klone, Moss Man